# بخش شرباکولسکی
بخش شرباکولسکی (به لاتین: Sherbakulsky District) یک منطقهٔ مسکونی در روسیه است که در استان اومسک واقع شده‌است.